# Muhammad bin Hasan al-Baghdadi
Muḥammad bin al-Ḥasan bin Muḥammad bin al-Karīm al-Baghdadi, generalmente llamado al-Baghdadi (fallecido en 1239 a. C.), fue el compilador de un antiguo libro de cocina sobre la gastronomía árabe del período abasí llamado كتاب الطبيخ (Kitab al-Ṭabīḫ «El libro de Platos»), escrito en 1226. El libro original contenía 160 recetas, y más tarde se agregaron 260 recetas.

## Manuscritos y traducciones turcas
El único manuscrito original del libro de Al-Baghdadi sobrevive en la Biblioteca Süleymaniye en Estambul, Turquía, y según Charles Perry, «durante siglos, había sido el libro de cocina favorito de los turcos». Los compiladores turcos agregaron más recetas al original en una fecha desconocida y la retitularon como Kitâbü’l-Vasfi’l-Et‘ime el-Mu‘tâde, con dos de sus tres copias conocidas encontradas en la biblioteca del Palacio de Topkapı. Eventualmente, Muhammad ibn Mahmud al-Shirwani, el médico de Murad II, preparó una traducción al turco del libro agregando alrededor de 70 recetas contemporáneas. Esta traducción se publicó en turco moderno en 2005, mientras que en 2009 se publicó una traducción moderna en turco del libro original (coeditado por Charles Perry).